# Sue Johnston
Susan „Sue“ Johnston, OBE (* 7. Dezember 1943 in Warrington, Cheshire, England; eigentlich Susan Wright) ist eine britische Schauspielerin.

## Leben
Sue Johnston kam 1943 als Tochter von Fred und Margaret Wright in Warrington im Nordwesten Englands zur Welt. Ihr Vater Fred war zunächst Klempner und nach dem Besuch einer Abendschule als Beamter im britischen Verteidigungsministerium angestellt. Johnston wuchs als Einzelkind in Prescot, Merseyside, auf, wo sie die Whiston Infant School, die Eccleston Park Junior School und die Prescot and Huyton Grammar School for Girls besuchte. Nachdem eine Englischlehrerin sie dazu ermutigt hatte, in einer Schulaufführung eines Theaterstücks aufzutreten, entschloss sich Johnston, Schauspielerin zu werden und ihre Schulausbildung im Alter von 17 Jahren vorzeitig abzubrechen. Nach einer Anstellung beim Finanzamt in Liverpool schloss sie sich zunächst einer Gruppe von Amateurschauspielern in St Helens und dann den Salford Players an. Anschließend ließ sich Johnston an der Webber Douglas Academy of Dramatic Art zur Schauspielerin ausbilden. Dabei lernte sie ihren ersten Ehemann Neil Johnston kennen, dessen Nachnamen sie nach der Scheidung behielt. Ihre 1976 geschlossene Ehe mit dem Theaterleiter David Pammenter endete kurz nach der Geburt eines gemeinsamen Sohns im Jahr 1979 ebenfalls mit Scheidung.
Im Jahr 1982 trat Johnston in der langlebigen britischen Fernsehserie Coronation Street drei Folgen lang in einer kleinen Nebenrolle auf. Um sich und ihren Sohn mit einem regelmäßigen Einkommen versorgen zu können, sprach sie noch im selben Jahr für eine Rolle in der Seifernoper Brookside vor. Sie erhielt schließlich die Rolle der Sheila Grant und wurde mit ihr in Großbritannien bekannt. Ihren bislang größten Erfolg konnte sie mit ihrer Rolle der kettenrauchenden Barbara Royle in der BBC-Comedyserie The Royle Family verbuchen, für die sie im Jahr 2000 den British Comedy Award sowie eine Nominierung für den BAFTA TV Award erhielt. Von 2000 bis 2011 trat sie als erfahrener Profiler Dr. Grace Foley in zahlreichen Folgen der von der BBC produzierten Krimiserie Waking the Dead – Im Auftrag der Toten auf. Im Jahr 2012 übernahm sie als Gloria Price erneut eine Rolle in Coronation Street, die sie fortan regelmäßig spielte. Im Jahr 2013 wurde bekannt, dass sie die Serie vorerst wieder verlässt, um sich anderen Fernsehprojekten zu widmen. Danach spielte sie die Titelrolle der Comedyserie Being Eileen und die Rolle der Miss Denker in acht Folgen der preisgekrönten Erfolgsserie Downton Abbey.
Kinoauftritte hatte Johnston über die Jahre in der Tragikomödie Brassed Off – Mit Pauken und Trompeten (1996) an der Seite von Ewan McGregor sowie in dem Gangsterdrama Face (1997) und in der Liebeskomödie Eine Hochzeit zu dritt (2005), wo sie jeweils neben Lena Headey zu sehen war. Im Jahr 2009 erhielt sie von Elisabeth II. den Order of the British Empire für ihre Verdienste als Schauspielerin sowie für ihre Wohltätigkeitsarbeit. Im Jahr 2011 veröffentlichte Johnston ihre Autobiografie Things I Couldn’t Tell My Mother, in der sie erstmals über depressionsbedingte Essstörungen sprach, die sie seit ihrer ersten Scheidung und einer Fehlgeburt gehabt habe.

## Filmografie (Auswahl)
- 1982, 2012–2014: Coronation Street (Fernsehserie)
- 1982–1990: Brookside (Fernsehserie)
- 1992: Goodbye Cruel World (Miniserie)
- 1992: Inspektor Morse, Mordkommission Oxford (Inspector Morse, Fernsehserie, eine Folge)
- 1992–1995: Medics (Fernsehserie, 29 Folgen)
- 1993: Full Stretch (Fernsehserie, sechs Folgen)
- 1996: Brassed Off – Mit Pauken und Trompeten (Brassed Off)
- 1997: Preaching to the Perverted
- 1997: Crime Traveller (Fernsehserie, acht Folgen)
- 1997: Face
- 1998: Duck Patrol (Fernsehserie, sechs Folgen)
- 1998: The Jump (Fernsehserie, vier Folgen)
- 1998–2012: The Royle Family (Fernsehserie, 25 Folgen)
- 2000: New Year’s Day
- 2000–2011: Waking the Dead – Im Auftrag der Toten (Waking the Dead, Fernsehserie, 92 Folgen)
- 2001: Score (Fernsehfilm)
- 2001–2003: My Uncle Silas (Fernsehserie, neun Folgen)
- 2005: Eine Hochzeit zu dritt (Imagine Me & You)
- 2006: The Street (Fernsehserie, eine Folge)
- 2006–2009: Jam & Jerusalem (Fernsehserie, 19 Folgen)
- 2008: Klein Dorrit (Little Dorrit, Fernsehserie, sieben Folgen)
- 2009: Schloss des Schreckens (The Turn of the Screw, Fernsehfilm)
- 2010: A Passionate Woman (Fernsehserie, zwei Folgen)
- 2011: Sugartown (Fernsehserie, drei Folgen)
- 2012: Gates (Fernsehserie, fünf Folgen)
- 2013: Being Eileen (Fernsehserie, sechs Folgen)
- 2014–2015: Downton Abbey (Fernsehserie, acht Folgen)
- 2015: Caring for the Recently Deceased (Kurzfilm)
- 2016: Golden Years
- 2016: Rovers (Fernsehminiserie)
- 2018: Walk Like a Panther
- 2013: Age Before Beauty (Fernsehserie, sechs Folgen)
- 2018–2019: Hold the Sunset (Fernsehserie, fünf Folgen)
- 2019: The Cockfields (Fernsehminiserie)
- 2019: The Cure (Fernsehfilm)
- 2022: Downton Abbey II: Eine neue Ära (Downton Abbey: A New Era)

## Auszeichnungen (Auswahl)
- 2000: Nominierung für den BAFTA TV Award in der Kategorie Bester Comedy-Auftritt für The Royle Family
- 2000: British Comedy Award in der Kategorie Beste Schauspielerin in einer Fernsehcomedy für The Royle Family
- 2007: Nominierung für den Broadcasting Press Guild Award in der Kategorie Beste Darstellerin für The Street (Folge: Stan)
- 2009: Order of the British Empire für ihre Verdienste als Schauspielerin sowie für ihre Wohltätigkeitsarbeit
- 2010: Ernennung zum Ehrenmitglied der University of Chester für ihre Verdienste als Schauspielerin[4]
- 2015: Nominierung für den Preis in der Kategorie Beste Darstellerin in einem Kurzfilm beim Internationalen Filmfestival von St. Tropez für Caring for the Recently Deceased
- 2017: Nominierung für den Screen Actors Guild Award in der Kategorie Bestes Schauspielensemble in einer Dramaserie (zusammen mit dem Ensemble) für Downton Abbey